# 빅 타운
《빅 타운》(영어: The Big Town)은 미국에서 제작된 벤 볼트 감독의 1987년 네오누아르 스릴러 영화이다. 맷 딜런 등이 출연하였고, 마틴 랜저호프 등이 제작에 참여하였다.

## 줄거리
1957년, J. C. 컬렌은 시카고 일리노이로 향하는 소도시의 크랩스 슈터로, 그의 행운을 찾아 나선다. 그곳에서 그는 에드워즈 부부라는 두 명의 거물급 전문 도박꾼들의 졸개가 된다. 그는 나중에 스트립 클럽 주인 조지 콜의 앙심 품은 스트리퍼 아내 로리 데인이 꾸민 복수 계획에 얽히게 된다. 컬렌은 자신이 무슨 일이 일어났는지 알기도 전에, 데인과의 뜨거운 로맨스와 좋은 아가씨 애기 도널드슨과의 또 다른 로맨스 두 가지에 휘말린다. 그는 또한 에드워즈 씨가 시력을 잃게 한 원인이라고 비난하는 필 카펜터와 에드워즈, 콜 사이의 치명적인 불화 한가운데에 놓이면서 거의 목숨을 잃을 뻔한다.

## 출연진
- 맷 딜런
- 다이앤 레인
- 토미 리 존스
- 브루스 던
- 리 그랜트
- 톰 스케릿
- 수지 에이미스
- 데이비드 마셜 그랜트
- 돈 프랭크스
- 델 클로스
- 체리 존스
- 데이비드 제임스 엘리엇

## 기타 제작진
- 공동 제작: 돈 카모디
- 협력 제작: 존 터틀
- 배역: 낸시 클로퍼
- 미술: 빌 케니
- 의상: 웬디 파트리지